# Gołook plamisty
Gołook plamisty (Phlegopsis nigromaculata) – gatunek małego ptaka z rodziny chronkowatych (Thamnophilidae). Zasiedla Amazonię. Nie jest zagrożony wyginięciem.

## Podgatunki i zasięg występowania
Wyróżnia się cztery podgatunki P. nigromaculata:
- P. n. nigromaculata (d’Orbigny & Lafresnaye, 1837) – południowo-wschodnia Kolumbia, wschodni Ekwador, wschodnie Peru, północna Boliwia i południowo-zachodnia amazońska Brazylia
- P. n. bowmani Ridgway, 1888 – południowo-środkowa amazońska Brazylia i środkowa Boliwia
- P. n. confinis J.T. Zimmer, 1932 – wschodnio-środkowa amazońska Brazylia
- P. n. paraensis Hellmayr, 1904 – północno-wschodnia Brazylia na południe od Amazonki

Forma opisana jako P. barringeri okazała się hybrydą gołooka plamistego i gołooka czarnego (P. erythroptera).

## Morfologia
Długość ciała wynosi 16,5–17,5 cm, masa ciała 42–51 g. Samiec i samica mają dookoła oka nieopierzoną, czerwoną skórę. Poza tym brązowe, pokryte dużymi, czarnymi plamami.

## Zachowanie
Gatunek ten podąża za mrówkami wojownicami w grupie do 20 ptaków i zjada wypłoszone przez nie zwierzęta. O tym, który ptak będzie pierwszy, decyduje wielkość i kolejność dziobania.

## Status
Międzynarodowa Unia Ochrony Przyrody (IUCN) uznaje gołooka plamistego za gatunek najmniejszej troski (LC – least concern) nieprzerwanie od 1988 roku. Liczebność populacji nie została oszacowana, ale ptak ten opisywany jest jako dość pospolity. Trend liczebności populacji uznawany jest za spadkowy ze względu na wylesianie Amazonii.